# ويليام إي. كاسويل
ويليام إي. كاسويل (بالإنجليزية: William E. Caswell)‏ هو فيزيائي أمريكي، ولد في 22 يونيو 1947 في بوسطن في الولايات المتحدة، وتوفي في 11 سبتمبر 2001 في مقاطعة أرلنغتون في الولايات المتحدة.